# Duke Robillard
Duke Robillard, nome d'arte di Michael John Robillard (Woonsocket, 4 ottobre 1948), è un musicista statunitense di genere blues. Dopo aver suonato in varie band ed aver lavorato con la Guild Guitar Company, ha fondato il gruppo Roomful of Blues insieme al pianista Al Copley nel 1967. È stato anche membro dei The Fabulous Thunderbirds di cui faceva parte anche Kim Wilson, prendendo il posto di Jimmie Vaughan alla chitarra. Fra i generi musicali da lui suonati: il jazz, lo swing, ed il rock and roll, oltre al suo genere preferito, il blues.
Robillard ha lavorato con artisti come Jimmy Witherspoon, Snooky Prior, Jay McShann, Hal Singer, Pinetop Perkins, Joe Louis Walker, Todd Sharpville e Bob Dylan. Nell'estate del 2006, Robillard ha accompagnato Tom Waits in un tour nel sud degli Stati Uniti.

## Riconoscimenti
Nel corso della sua carriera, Duke Robillard ha ricevuto numerose nomination per importanti riconoscimenti. Fra i più importanti si possono citare:
- 2007 Rhode Island Pell Award for Excellence in the Arts
- 2001 "Best Blues Guitarist" W.C. Handy Award[2]
- 2000 "Best Blues Guitarist" W.C. Handy Award[2]

Robillard è stato inoltre nominato per:
- 2007 "Best Contemporary Blues Album" per "Guitar Groove-A-Rama" Grammy Award
- 2010 "Best Traditional Blues Album" per "Stomp! The Blues Tonight" Grammy Award

## Discografia
- Roomful of Blues - Roomful of Blues (1978)
- Let's Have a Party - Roomful of Blues (1979)
- Duke Robillard & The Pleasure Kings (1984) (Rounder Records)
- Too Hot to Handle (1985) (Rounder)
- Swing (1987) (Rounder)
- You Got Me (1988) (Rounder)
- Soul Searchin' - Ronnie Earl and the Broadcasters (1988) (Black Top Records)
- Soul Deep - Miki Honeycutt (1989) (Rounder)
- Rockin' Blues (1988) (Rounder)
- Royal Blue - Al Copley and Hal Singer (1990) (Modern Blues)
- Heavy Juice - Greg Piccolo (1990) (Black Top Records)
- Turn it Around (1991) (Rounder)
- Too Cool to Move - with Snooky Pryor (1991) (Antones Records)
- Poison Kisses - with Jerry Portnoy (1991) (Modern Blues)
- Texas Bluesman - with Zuzu Bollin (1991) (Antones Records)
- After Hours Swing Session (1992) (Rounder)
- Pinetop's Boogie Woogie - with Pinetop Perkins (1992)	(Antones Records)
- Good Understanding - with Al Copley and the Fabulous Thunderbirds (1993) (Suffering Egos Records)
- Toolin' Around - with Arlen Roth (1993) (Blue Plate Records)
- Minor Swing - Gerry Beaudoin and David Grisman (1994) (North Star Records)
- Temptation (1994) (Point Blank Records)
- Spoon's Blues - Jimmy Witherspoon (1995) (Stony Plain Records)
- Get Down with the Blues -	Tony Z (1995) (Tone Cool Records)
- Married to the Blues - with Mark Hummel (1995) (Flying Fish Records)
- Duke's Blues (1996) (Virgin Records)
- Found True Love - with John Hammond (1996) (Point Blank Records)
- Dangerous Place (1997) (Point Blank Records)
- Hootie's Jumpin' Blues - with Jay McShann (1997) (Stony Plain Records)
- Time out of Mind - with Bob Dylan (1997) (Columbia Records)
- Duke Robillard Plays Jazz (1997) (Rounder)
- Duke Robillard Plays Blues (1997) (Rounder)
- Stretchin' Out Live (1998) (Stony Plain Records)
- New Blues for Modern Man (1999) (Shanachie)
- Jimmy Witherspoon with The Duke Robillard Band Jimmy Witherspoon (1999) (Stony Plain Records)
- Explorer (2000) (Shanachie)
- Living with the Blues (2000) (Stony Plain Records)
- Still Jumpin' The Blues -	Jay McShann (2000) (Stony Plain Records)
- Blow Mr. Low - with Doug James (2001) (Stony Plain Records)
- Retrospective - New Guitar Summit (2001) (Francesca Records)
- Living With The Blues (2002) (Dixiefrog Records)
- More Conversations in Swing Guitar (2002) (Stony Plain Records)
- Exalted Lover (2003) (Stony Plain Records)
- Blue Mood (2003) (Stony Plain Records)
- New Guitar Summit (2004) - Jay Geils, Duke Robillard, Gerry Beaudoin (Stony Plain Records)
- The Duke Meets The Earl - with Ronnie Earl (2005) (Stony Plain Records)
- Guitar Groove-A-Rama (2006) (Stony Plain Records)
- World of Blues (2007) (Stony Plain Records)
- Duke's Box (2009) (Dixie Frog Records)
- Sunny and Her Joy Boys with Duke Robillard (2009) (Stony Plain Records)
- Stomp! The Blues Tonight (2009) (Stony Plain Records)
- Porchlight  with Todd Sharpville (2010) (MiG Music)
- Passport to the Blues (2010) (Stony Plain Records)